# Szczepan Waczyński
Szczepan Waczyński (ur. 26 grudnia 1938 w Łysomicach, zm. 27 czerwca 2003 w Toruniu) – polski koszykarz, reprezentant kraju, po zakończeniu kariery zawodniczej trener, sędzia związany z koszykówką toruńską i włocławską.
W wieku 15 lat zadebiutował na zapleczu najwyższej klasy rozgrywkowej w zespole Budowlani Toruń (1953-1957). W latach 1957–1959 grał w Gwardii Gdańsk. Od 1959 w najwyższej klasie rozgrywkowej w barwach AZS Toruń, od 1968 kapitan zespołu. Zakończył karierę w 1970, gdy AZS spadł z ekstraklasy.
Pięciokrotny reprezentant Polski. Członek akademickiej reprezentacji Polski, z którą dwukrotnie wystąpił na uniwersjadzie (Sofia 1961 oraz Budapeszt 1965).
Po zakończeniu kariery koszykarskiej, na początku lat 70 został trenerem. Początkowo Waczyński został szkoleniowcem żeńskiego Pomorzanina. Później zaczął trenować kadetów AZS-u Toruń. Był również szkoleniowcem żeńskiej kadry narodowej „B wraz z Aleksandrem Lewandowskim.
W 1992 został trenerem Provide Włocławek, z którym awansował do PLK. W sezonie 1992/1993 prowadził zespół w ekstraklasie wraz z Maciejem Mackiewiczem zdobywając wicemistrzostwo Polski. Na początku sezonu 1993/1994, pomimo wysokiego zwycięstwa w europejskich pucharach z Sankt Petersburgiem (103:63, 75:69) i awansu do kolejnej rundy, po 5 ligowych kolejkach został zwolniony.
Pełnił funkcję prezesa Okręgowego Związku Koszykówki oraz obserwatora i komisarza zawodów PLK i PLKK. W 1999 z synem Witoldem założył klub WAX Toruń, zajmującego się szkoleniem młodzieży. W klubie trenował m.in. 4 swoich wnuków: Witolda Waczyńskiego (juniora), Adama Waczyńskiego, Michała Marciniaka oraz Karola Marciniaka.
Z wykształcenia był fizykiem, ze specjalnością technologia elektronowa, którą zdobył na Uniwersytecie Mikołaja Kopernika w Toruniu. Pracował w Naukowo-Produkcyjnym Centrum Półprzewodników, z którego odszedł w 1988 roku, jako zastępca dyrektora do spraw techniki i produkcji. Zaangażował się bowiem do budowy II Centrum Mikroelektroniki w Toruniu.
W Toruniu od 2004 co roku rozgrywany jest memoriał Jego pamięci.
10 kwietnia 2014 Rada Miasta Toruń nazwała jedną z ulic Podgórza ulicą Szczepana Waczyńskiego. Uroczyste otwarcie miało miejsce 28 czerwca 2014 roku, podczas XI Memoriału, którego jest Patronem.

## Osiągnięcia
Reprezentacja
- Uczestnik uniwersjady (1961, 1965)[2]

Trenerskie
- Wicemistrzostwo Polski (1993)[2]
- Awans do:
  - najwyższej klasy rozgrywkowej z Provide Włocławek (1992)[2]
  - II klasy rozgrywkowej kobiet z Wisłą Toruń (1984)